# Трактор (мини-футбольный клуб)
«Трактор» (Ивано-Франковск) — украинская мини-футбольная команда, финалист Кубка Украины 1992 года.
В розыгрыше Кубка Украины по футболу 1991/92 ивано-франковский «Трактор» дошёл до финала, где уступил днепропетровскому «Механизатору» со счётом 5:1.
Одноимённая футбольная команда является победителем первенства Ивано-Франковской области во второй лиге 1991 года.